# Moncheca viridis
Moncheca viridis är en insektsart som först beskrevs av Ludwig Redtenbacher 1891.  Moncheca viridis ingår i släktet Moncheca och familjen vårtbitare. Inga underarter finns listade i Catalogue of Life.